# 新疆西天山国家级自然保护区
新疆西天山国家级自然保护区是中华人民共和国新疆维吾尔自治区伊犁地区巩留县的国家级自然保护区。保护区的主要保护对象是雪岭云杉及其变种天山云杉组成的山地森林，以及由新疆野苹果、新疆野杏、野核桃等珍稀树种组成的森林生态系统。面积31,217公顷。因为保护区相较于新疆其他地区更为湿润，故有干旱荒漠中的“湿岛”的称呼。世界自然遗产新疆天山的组成部分之一的库尔德宁，就坐落在西天山国家级自然保护区内。

## 保护区地理信息

### 地理位置
新疆西天山国家级自然保护区位于中华人民共和国新疆维吾尔自治区伊犁地区巩留县东南60千米处。介于北纬43°03′到43°15′，东经82°51′83°06′之间。位于中天山山脉西段。保护区北侧隔大吉尔格郎河与新源县接壤，南侧是是那拉提山系的分水线，与其交界的为和静县的巴音布鲁克草原。西天山国家级自然保护区南北长28公里，东西长14公里，总面积31,217公顷。其中核心区面积近13,000公顷，科学实验区面积超过9,000公顷，缓冲区面积超过9,200公顷。

### 地质地形与地貌
西天山自然保护区位于恰普克谷地，该谷地是由天山支脉中东西走向的那拉提山系和大致南北走向的塔许巴山相交而形成，位于伊犁河三角洲东段的山间谷地。保护区内最高海拔超过4000米，最低海拔低于800米，地势东窄西宽，东高西低，保护区南、北和东面被海拔3000到3700米的山峰环绕，西面则顺势下降且开阔。3600米以上常年被冰川和积雪覆盖。西天山自然保护区位于天山结晶轴地带，奠基形成于寒武纪之前，古生代中期发生的构造回返使得该地区沉陷。二叠纪时华力西造山运动使其再次隆起。之后进入相对平静的时期，经过不同外力作用，形成平原地貌。之后又因阿尔卑斯造山运动及新构造运动，以及风蚀水侵逐步形成了现在西天山的地质地貌特征。山体上部地层主体为古生代岩石，片岩、石英岩、大理岩、碎裂岩等变质岩居多。花岗岩、粗面岩等火成岩亦有出露。山体中下部地表则由第四纪黄土沉积物覆盖。保护区内土壤类型大致可分为六种，分别为高山草甸土、亚高山草甸土、山地灰褐色森林土、山地黑钙土、山地黑钙森林土以及冲击性草甸土。

### 气候温度及水系
因为保护区东、南、北三面环山，西伯利亚高压所带来的干燥气流以及寒流难以对保护区产生影响，而南疆的干热亦被大山隔绝。唯来自大西洋和里海的暖湿气流可以自西向东沿伊犁河谷进入保护区内，而三面的高山阻挡了暖湿气流的离开，并最终形成降雨。保护区内年平均降水量600到800毫米，一些雨量充沛的年份会超过1000毫米。除了充沛的雨量，森林也有较强的水源涵养作用，这使得保护区比新疆其他地区更加湿润，也因此被称为干旱荒漠中的“湿岛”。西天山山地森林在冬季常被较强的逆温层覆盖，而保护区也被逆温层覆盖，空气对流减少，气温相对稳定。保护区平均气温3.7摄氏度，最低月平均气温-11摄氏度，最热月平均气温16.5摄氏度。保护区内无霜期超过100天。保护区林地对该地区微气候产生影响，保护区内树林对太阳辐射阻挡明显，林下气温低且水蒸发量少，空气较为湿润。保护区内森林对风力亦有阻挡的作用。
新疆西天山国家级自然保护区的主要水源是来自那拉提山高山峡谷的冰川和积雪。保护区内水域分布较少，仅在保护区北部有一条较大河流，即大吉尔格朗河。大吉尔格朗河发源于巩留县河新源县交界的海拔3500米以上的确录特达坂，集水面积超过1700平方公里，有15条支流，其中保护区内有3条大支流，分别为乌勒肯库尔德宁河、沙特布拉克河以及协天德河，三条河年径流量占大吉尔格朗河的28%。大吉尔格朗河最终汇入特克斯河，成为其支流之一。

## 动植物资源

### 植物
因为新疆西天山国家级自然保护区内具有较好的气候条件，植物资源丰富，植物区系复杂。西天山自然保护区区域内的乔木林生物量在2016年估算为超过245万吨，乔木林蓄积量近400万立方米。而灌木林生物量估算大概超过1万吨。保护区内植物区系属于中亚山地植物区系，中亚、地中海成分及泛北极成分占据了保护区内的主要地位，但也有欧洲成分、西伯利亚成分的存在。西天山国家级自然保护区内存在70科339属752种高等植物呈垂直带分布。保护区的主要保护对象是雪岭云杉及变种天山云杉（Picca schrenkinna var. tianschanica）组成的山地森林，以及由新疆野苹果、新疆野杏、野核桃珍惜树种组成的森林生态系统。西天山自然保护区内超过10种植物被列入《国家重点保护野生植物名录》，包括新疆野苹果、新疆野杏、新疆阿魏、软紫草、雪莲花等。保护区内森林覆盖率为32%，林地面积从2015年总体开始增加，建筑面积减少，总体自然资源有所增加。不过依然有树木消失的情况发生。此外，天山云杉的幼树幼苗相比于枯立木较少，进入了衰退。
新疆西天山国家级自然保护区内基本植被类型可分为寒温性针叶林、温带落叶阔叶林、针叶灌丛以及落叶阔叶灌丛。其中寒温性针叶林是保护区内数量最多且分布最广的森林植被类型。寒温性针叶林分布在海拔1300米到2800米之间的中山带和亚高山带阴坡或半阴坡。主要建群种就是雪岭云杉和天山云杉。西天山自然保护区云杉买公顷蓄积量可达800到900立方米，个别林超过1000立方米。雪岭云杉和天山云杉在保护区内分布广泛，在海拔1500米到2800米为雪岭云杉纯林，而海拔1300米到1600米则和欧洲山杨、天山桦、山柳等落叶阔叶林构成针阔混交林。落叶阔叶林则由多种树种构成。分布在海拔1400米到2200米的阴坡、半阴坡、河谷、河滩等地的欧洲山杨、天山桦、天山花楸等构成了雪岭云杉火烧迹地上向雪岭云杉原始森林恢复过渡的次生林。不过也有少量落叶阔叶林的原生林。在河谷地带的落叶阔叶林主要为密叶杨，但因为洪水或人类活动的影响，发育不良。最典型的落叶阔叶林是分布在海拔1100米到1600米的阴坡和半阴坡的新疆野苹果、杏树，这些树种是第三纪出现后经过第四纪冰河时期保留下来的孑遗植物。针叶灌丛主要分布在海拔2000米到2800米的阳坡和半阳坡地区，主要物种为新疆方枝柏和西伯利亚刺柏。保护区内分布着三种落叶阔叶灌丛类型，分别是山地旱生落叶阔叶灌丛、山地中生落叶阔叶灌丛及河谷落叶阔叶灌丛。山地旱生落叶阔叶灌丛主要分布在海拔1200米到1800米较为干旱的阳坡和半阳坡，主要由有明显干旱特征的金丝桃叶绣线菊和锦鸡儿等荒漠植物组成。山地中生落叶阔叶灌丛分布在海拔1500米到1800米的阴坡和半阴坡，由山柳、准噶尔山楂、稠李等灌丛多为雪岭云杉遭受火灾后衍生的次生群落，这些灌丛。河谷落叶阔叶灌丛零星分布在河谷海拔较低地区，主要有沙棘等灌丛构成，这些灌丛既有原始群落也有雪岭云杉或桦树遭到破坏后的次生群落。

### 真菌
新疆西天山国家级自然保护区内的真菌分布因海拔、坡向、坡度以及森林群落结构的不同而不同。保护区内以木腐真菌及可食用的几种担子菌是保护区主要保护对象雪岭云杉林中的优势种。在1500米到1700米的河谷两岸或侧坡的半阴坡生长的阔叶-云杉混交林中，常见真菌有令天山桦立木腐朽的火木层孔菌（Phellinus igniarius）、树舌灵芝，也有让云杉立木或倒木腐朽的松生拟层孔菌。在中山带中下部的云杉林中，有多种地星科真菌、马勃。而云杉树体也常被藓类和地衣覆盖。在云杉林中，常见的木腐真菌有多年拟层孔菌（Heterobasidion annosum）、翘鳞伞（Pholiota squarrosa）以及蜜环菌等。而在枯树上则已松生层孔菌为优势种。在前山带生长的新疆野苹果和山杏林中，常见的木腐真菌种类为硬毛多孔菌（polyporus hispidus）。

### 动物
新疆西天山国家级自然保护区内至少有4纲21目52科109属146种陆栖脊椎动物，其中两栖动物1目2科2属3种，其中包括绿蟾蜍、中国林蛙等。爬行动物1目3科7属7种，其中包括敏麻蜥、花脊游蛇、草原蝰等。哺乳动物有6目16科30属35种，其中啮齿目动物占比最大，有15种。大多数哺乳动物属于古北界动物。其中具有优势度的有：野猪、北山羊、草兔、灰旱獭、欧亚红松鼠等。但包括绒山蝠、棕熊、雪豹、赤狐、盘羊、北山羊、伊犁田鼠等。鸟类13目31科70属101种。保护区内鸟类在陆栖脊椎动物中占比最大，鸟类中留鸟和夏候鸟占比较高，冬候鸟占比较少。保护区内鸟类中古北界占据优势，但也有东洋界的存在，如家八哥。鸟类中占据优势的有：紫翅椋鸟、粉红椋鸟、寒鸦、黑喉石鵖（Saxicola torquata）、赤颈鸫、白鶺鴒、树麻雀、家燕、小嘴乌鸦、沙䳭等，但也包括绿头鸭、蓝胸佛法僧、新疆歌鸲、金雕、暗腹雪鸡、西域山雀等。保护区内野生动物被列为中华人民共和国《国家重点保护野生动物名录》I级保护动物的有5种，分别是黑鹳、金雕、白肩雕、雪豹、北山羊。而国家II级的有19种，包括棕熊、盘羊、天山马鹿（Tian Shan wapiti）等。被列为新疆维吾尔自治区级重点保护野生动物I级的有4种，II级的有7种。除了野生动物，虫类也广泛存在于西天山国家级自然保护区，保护区内虫类至少有软体动物腹足纲、节肢动物多足纲、蛛形纲和昆虫纲4纲25目102科196种虫类。保护区内的虫类种类多于天山中东部林区，蛞蝓、蜗牛、叶甲、叶蜂等喜湿的虫类较多出现于西天山的温润环境中，与此同时，不少喜干旱的虫类也存在于保护区内。保护区内内存在有危害保护对象雪岭云杉的虫类，如泰加大树蜂（Urocerus gigas）、吉丁虫等。

## 保护区建立
新疆西天山国家级自然保护区最初是巩留林场库尔德宁营林区。1983年，在库尔德宁营林区的基础上成立新疆维吾尔自治区级自然保护区，即巩留雪岭云杉自然保护区。2004年4月，由巩留雪岭云杉自然保护区升级为西天山自然保护区，为中华人民共和国国家级自然保护区。属森林生态系统型保护区。西天山国家级自然保护区由西天山国家级自然保护区管理局管理，该管理局隶属于新疆天山西部国有林管理局。2000年起，管理局先后投资500万元人民币，在保护区内设立了保护区检查站、管护所站、暸望塔、水文站、气象站、野生动物救护中心等基础设施，修建了林区道路、防火巡护道，修复了防洪堤坝，并设立了周界性标桩、区界性标桩、限制性标牌。2015年，保护区内的新疆西天山森林生态系统国家定位观测研究站建设完成。该站的建立能够对天山西部林区森林生态系统水文、土壤、气象、生物等方面进行长期监测。新疆西天山国家级自然保护区管理局也使用红外相机对野生动物进行观察，2020年50台红外相机拍摄到了雪豹、北山羊、棕熊、马鹿等10多种动物。